# Колокольчик Зойса
Колоко́льчик Зо́йса (лат. Campanula zoysii) — вид растений рода Колокольчик (Campanula).

## Распространение и среда
Ареал цветка ограничен Австрией, северной Италией (Фриули-Венеция-Джулия и Венето) и Словенией. Он лучше всего растёт на известняковых склонах Юлийских, Камнишко-Савинских Альп и горы Пеца, а также в других итальянских и австрийских регионах Южных Известняковых Альп.
Колокольчик Зойса может выжить при очень низких зимних температурах — до −35 °C или −40 °C. Его вредителями являются слизни и улитки.

## Описание

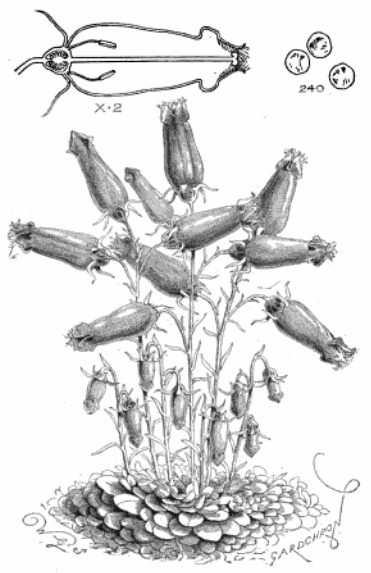
Взрослое растение с разрезом цветка и увеличенным изображением семян

Растение обычно низкорослое, 5-7 см в высоту, хотя некоторое экземпляры могут достигать 23 см в высоту. Розетка листьев растения по мере развития разрастается. Молодые растения цветут со второго года.

### Цветки
Этот вид колокольчиков уникален среди своего рода формой цветка — венчик у отгиба сужается и заканчивается пятиконечной звездой, а у других колокольчиков цветок имеет похожую колокольчатую форму, но отгиб широкий (тем не менее, такая «суженная» форма цветка имеет достаточное отверстие для того, чтобы насекомые могли проникнуть внутрь для опыления). На каждом стебле от одного до трёх цветков, которые имеют светло-небесный или лавандовый цвет. Цветение происходит в течение трёх-четырёх недель в июне.

### Листья
Листья сгруппированы в розетки у корней, имеют черешки и яйцевидную тупую форму; листья на стебле обратнояйцевидные, копьевидные и очерёдные.

## Культурное значение

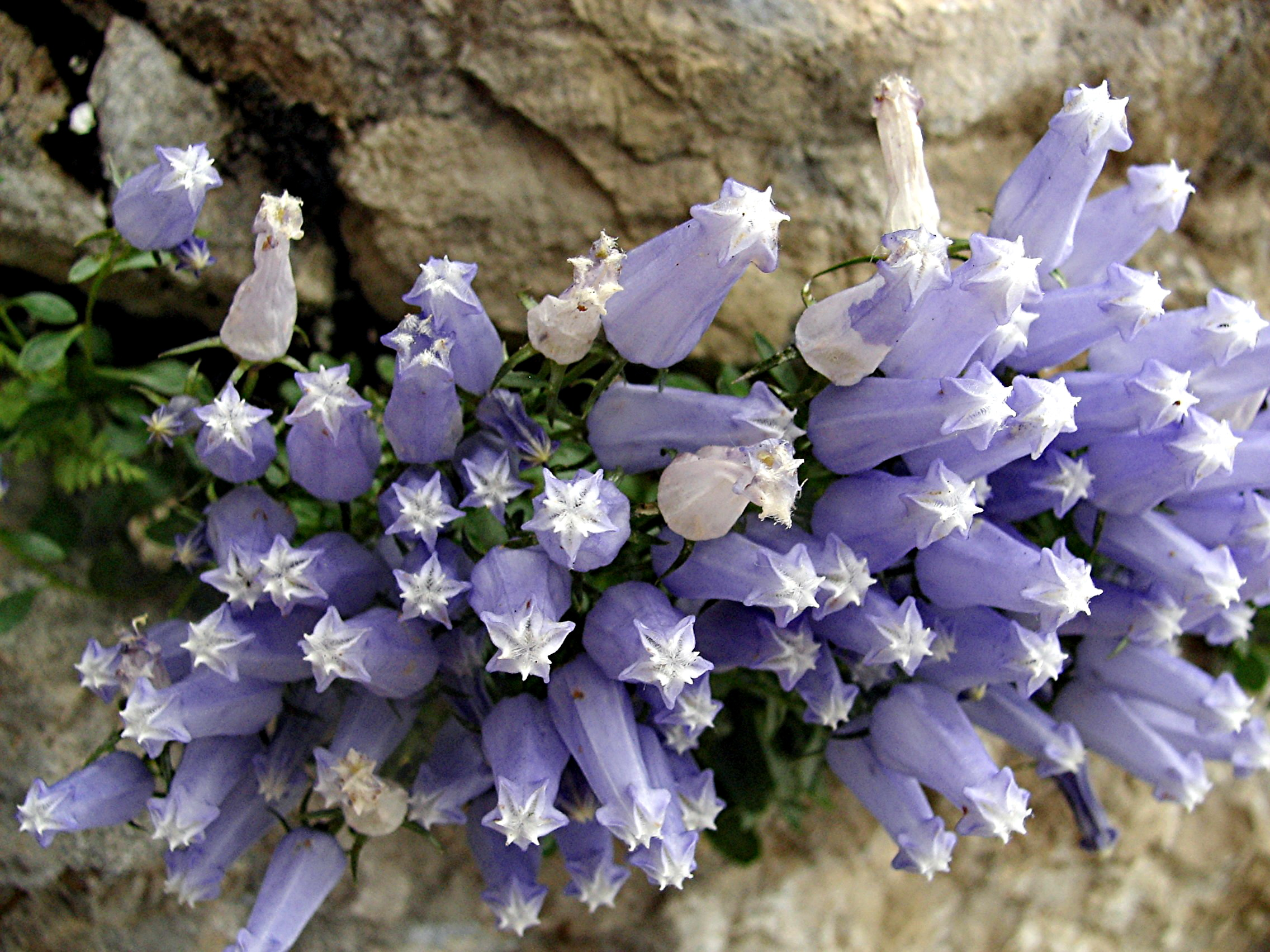
Campanula zoysii, Триглав, Словения

Колокольчик Зойса пользуется большим уважением в Словении и считается символом Словенских Альп. Словенский ботаник Виктор Петковшек (1908—1994) назвал этот колокольчик настоящей «дочерью Словенских гор». Цветок является официальным символом старейшего ботанического альпийского сада в Словении, «Альпинум Юлиана» (словен. Botanični vrt Alpinum Juliana), основанного в 1926 году.
Колокольчик Зойса также высоко ценится как декоративное растение при создании альпийских горок.

## Таксономия
Растение названо ботаником Францем Ксавером фон Вульфеном (1728—1805) в честь его первооткрывателя — словенского ботаника Карла фон Зойса (1756—1799), который представил новый вид Вульфену. Николаус Йозеф фон Жакен впервые описал колокольчик Зойса в 1789 году.